# Aneides vagrans
Aneides vagrans е вид земноводно от семейство Plethodontidae. Видът е почти застрашен от изчезване.

## Разпространение
Разпространен е в Канада и САЩ.

## Описание
Популацията на вида е намаляваща.